# Cointrin

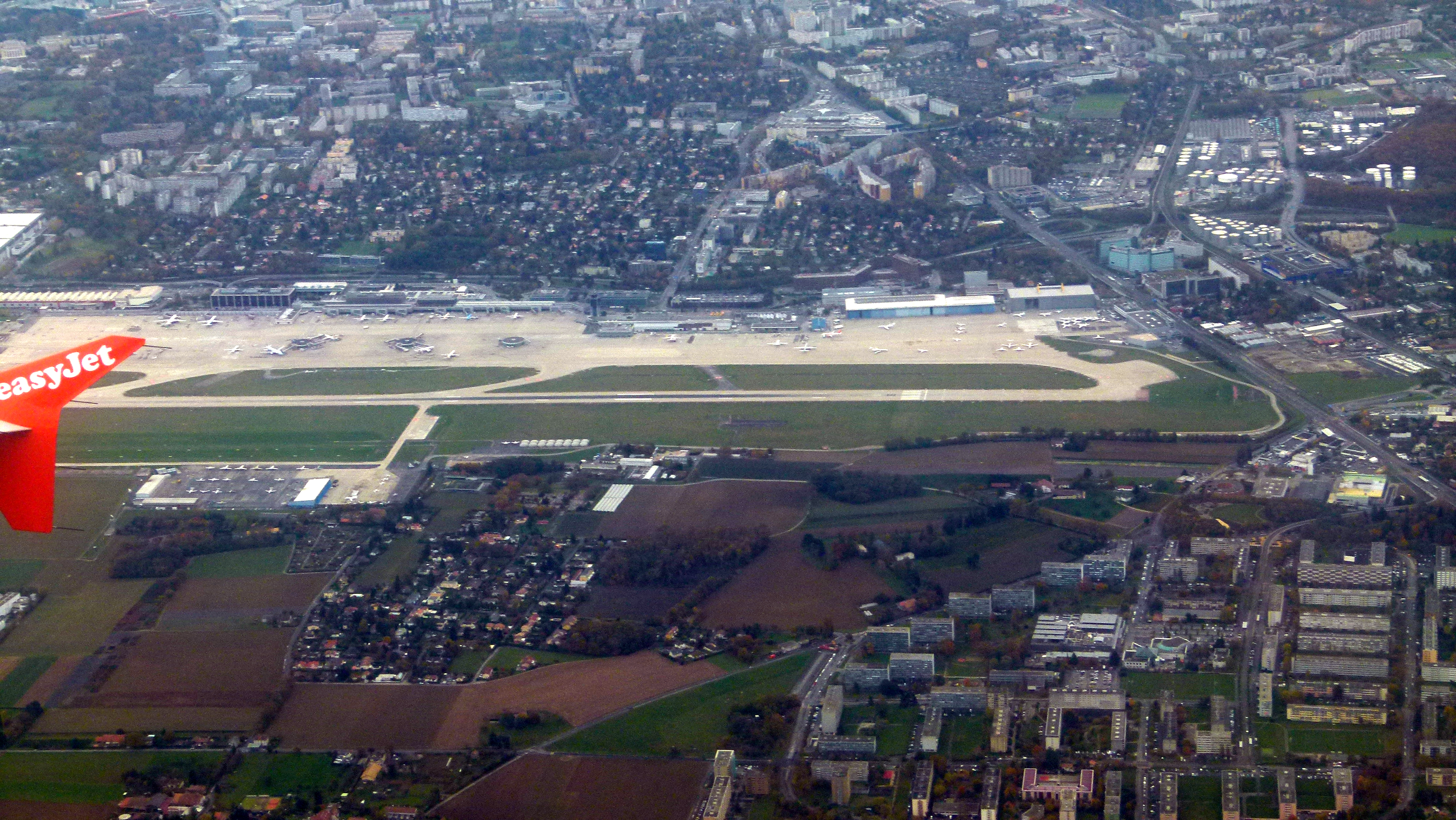
Blick auf Meyrin und Mategnin (unten) sowie Cointrin mit Flughafen Genf (obere Bildhälfte)

Cointrin ist ein Ort in der Gemeinde Meyrin, Kanton Genf.
Am Anfang der 1920er-Jahre wurde nördlich vom Ort der Flughafen Genf-Cointrin gebaut. Neben dem ersten Namen Aéroport de Genève-Cointrin wurde in jüngerer Zeit auch Aéroport international de Genève (also ohne Cointrin Zusatz) verwendet.
Der Ort ist heute in der Agglomeration Genf aufgegangen. Es gab eine Haltestelle Cointrin auf der Bahnlinie Cornavin–La Plaine–Bellegarde (seit 11. Dezember 2011 in Vernier umbenannt, um Verwechslungen mit dem Flughafenbahnhof zu vermeiden).  Der Ort hat seine eigene Postleitzahl: 1216.